# ستيفن إيجرتون
ستيفن إيجرتون (بالإنجليزية: Stephen Egerton)‏ هو عازف قيثارة أمريكي، ولد في 2 سبتمبر 1964.

## وصلات خارجية
- ستيفن إيجرتون على موقع ميوزك برينز (الإنجليزية)
- ستيفن إيجرتون على موقع أول ميوزيك (الإنجليزية)
- ستيفن إيجرتون على موقع ديسكوغز (الإنجليزية)